# Messinea conica
Messinea conica är en insektsart som beskrevs av De Lotto 1966. Messinea conica ingår i släktet Messinea och familjen skålsköldlöss. Inga underarter finns listade i Catalogue of Life.